# Помпей Магн
Помпей Магн (Pompeius Magnus) е когномен, чийто най-известни членове са:
- Гней Помпей Магн (106 – 48 пр.н.е.) – три пъти консул, триумвир, първо съюзник, а след това противник на Юлий Цезар
- Гней Помпей Магн Младши (78 – 45 пр.н.е.) – най-старият син на Помпей Велики
- Секст Помпей Магн Пий (68 – 35 пр.н.e.) – син на Помпей Велики
- Гней Помпей Магн (зет на Клавдий) – градски префект 42 г., съпруг на Клавдия Антония